# 17519 Pritsak
17519 Pritsak este un asteroid din centura principală de asteroizi.

## Descriere
17519 Pritsak este un asteroid din centura principală de asteroizi. A fost descoperit pe 18 decembrie 1992 la Caussols de Eric Walter Elst. Asteroidul prezintă o orbită caracterizată de o semiaxă mare de 2,65 ua, o excentricitate de 0,12 și o înclinație de 11,9° în raport cu ecliptica.